# Aquitanià
| Període                                                        | Sèrie    | Estage       | Edat (Ma)  |
| -------------------------------------------------------------- | -------- | ------------ | ---------- |
| Quaternari                                                     | Plistocè | Gelasià      | més recent |
| Neogen                                                         | Pliocè   | Plasencià    | 3,6        |
| Neogen                                                         | Pliocè   | Zanclià      | 5,333      |
| Neogen                                                         | Miocè    | Messinià     | 7,246      |
| Neogen                                                         | Miocè    | Tortonià     | 11,63      |
| Neogen                                                         | Miocè    | Serraval·lià | 13,82      |
| Neogen                                                         | Miocè    | Languià      | 15,97      |
| Neogen                                                         | Miocè    | Burdigalià   | 20,44      |
| Neogen                                                         | Miocè    | Aquitanià    | 23,03      |
| Paleogen                                                       | Oligocè  | Catià        | més antic  |
| Subdivisió del període Neogen segons IUGS, el juliol del 2009. |          |              |            |

L'Aquitanià és el primer estatge faunístic del Miocè. Comprèn el període entre fa 23,03 milions d'anys i fa 20,44 milions d'anys.

## Fauna
- Hapaloides, un peresós gegant
- Primera aparició del cetaci Neosqualodon en el registre fòssil
- Última aparició del cetaci Eosqualodon en el registre fòssil
- Última aparició de l'artiodàctil Lophiomeryx en el registre fòssil